# Guamal
Guamal – miasto w Kolumbii, w departamencie Magdalena.